# Obilic Belgrade (volley-ball masculin)
 (mars 2023).
Si vous disposez d'ouvrages ou d'articles de référence ou si vous connaissez des sites web de qualité traitant du thème abordé ici, merci de compléter l'article en donnant les références utiles à sa vérifiabilité et en les liant à la section « Notes et références ».
 (mai 2024).
Le OK Obilić Belgrade est un club serbe de volley-ball basé à Belgrade.

## Palmarès
Néant.

## Effectif de la saison 2005-2006
Entraîneur : Aleksandar Veljović  Serbie-et-Monténégro
| Numéro | Nom                | Taille | Nationalité          |
| 1      | Milan ZINDOVIĆ     | 1,94   | Serbie-et-Monténégro |
| 2      | Marko TOMIĆ        | 1,90   | Serbie-et-Monténégro |
| 3      | Nemanja VIDIĆ      | 1,91   | Serbie-et-Monténégro |
| 4      | Davor BRČIĆ        | 1,93   | Serbie-et-Monténégro |
| 5      | Luka KOVAČEVIĆ     | 1,98   | Serbie-et-Monténégro |
| 6      | Nemanja ZEKIĆ      | 1,94   | Serbie-et-Monténégro |
| 7      | Stefan ILIĆ        | 2,03   | Serbie-et-Monténégro |
| 8      | Dušan PRIBANOVIĆ   | 2,00   | Serbie-et-Monténégro |
| 9      | Veljko TODOROVIĆ   | 1,85   | Serbie-et-Monténégro |
| 10     | Srđan VECKOV       | 1,82   | Serbie-et-Monténégro |
| 12     | Marko ĐORĐEVIĆ     | 1,98   | Serbie-et-Monténégro |
| 13     | Damir STOJČIĆ      | 1,90   | Serbie-et-Monténégro |
| 14     | Nikola MATIJAŠEVIĆ | 1,99   | Serbie-et-Monténégro |
| 15     | Mladen MATKOVIĆ    | 2,02   | Serbie-et-Monténégro |
| 16     | Davor DŽOMBIĆ      | 1,93   | Serbie-et-Monténégro |
| 18     | Stevan BAROVIĆ     | 1,94   | Serbie-et-Monténégro |